# Дитер IV фон Хандшухсхайм
Дитер IV фон Хандшухсхайм (на немски: Dieter IV von Handschuchsheim; † 20 декември 1402) е благородник от род Хандшухсхайм (днес част от Хайделберг).
Той е син на Дитер III фон Хандшухсхайм и внук на Дитер II фон Хандшухсхайм († ок. 1345), който е от 1338 до 1345 г. дворцов майстер на крал Лудвиг Баварски. Правнук е на Дитер I фон Хандшухсхайм († пр. 1316). Първи братовчед е на Хайнрих III фон Хандшухсхайм († сл. 1412/ок. 1418).
Резиденцията на фамилията е замък „Тифбург“ в Хандшухсхайм в Хайделберг. Замъкът „Тифбург“ отива през 1624 г. на „господарите фон Хелмщат“ за повече от три века.
Гробницата на рода е в църквата „Св. Фитус“ в Хандшухсхайм (Хайделберг), където за запазени значими гробни паметници.

## Фамилия
Дитер IV фон Хандшухсхайм се жени за Метце фон Найперг († 25 май 1414), дъщеря на Райнхард фон Найперг († 14 май 1377) и Мехтилд фон Геминген, дъщеря на Дитрих 'Стари' фон Геминген († ок. 1374) и Елизабет фон Мауер († 1354).. Те имат децата:
- Анна фон Хандшухсхайм († 4 септември 1464, погребана в църквата в Кронберг), омъжена пр. 1420 г. за Филип фон Кронберг 'Млади', „байлиф“ на Епщайн и Буцбах (* 22 март 1397; † 25 декември 1477)
- Хартман II фон Хандшухсхайм; баща на:
  - Даем I фон Хандшухсхайм († 5 април 1497); баща на:
    - Маргарета фон Хандшухсхайм († 1500/1509), омъжена за Йохан фон Ингелхайм († 21 февруари 1517)
- Хайнрих V фон Хандшухсхайм († 2 юли 1431 в битката при Бугневил, Вогезите), женен за Гута Кнебел; родители на:
  - Дитер V фон Хандшухсхайм († 25 април 1487), женен за Маргарета фон Франкенщайн († 27 март 1483); баща на:
    - Дитер VI фон Хандшухсхайм